# R Trianguli Australis
R Trianguli Australis (R TrA) es una estrella variable en la constelación de Triangulum Australe.
Se encuentra a 601 pársecs (1960 años luz) del sistema solar.
R Trianguli Australis es una variable cefeida cuyo brillo oscila entre magnitud aparente +6,33 y +7,00 a lo largo de un período de 3,3893 días.
Este es uno de los más cortos entre las cefeidas, y son muy pocas —entre ellas BP Circini y LR Trianguli— las que tienen un período más corto.
Además se ha detectado que dicho período se incrementa con el tiempo a razón de 0,23 segundos por año.
De tipo espectral medio F7Ib/II, su temperatura efectiva es de 6121 K.
Tiene un radio 25,3 veces más grande que el radio solar —menos de la mitad del de otras conocidas cefeidas como Mekbuda (ζ Geminorum), β Doradus o W Sagittarii— y gira sobre sí misma con una velocidad de rotación proyectada de 15 km/s.
Posee una masa estimada 2,4 veces mayor que la del Sol y pierde masa estelar a un ritmo aproximado de 3 × 10-9 masas solares por año.
R Trianguli Australis presenta un contenido metálico es similar al solar, con un índice de metalicidad [Fe/H] = +0,06.
En cuanto a otros elementos evaluados, muestra cierta sobreabundancia de azufre y nitrógeno; en el otro extremo, su abundancia relativa de praseodimio es menos de la mitad de la encontrada en el Sol ([Pr/H] = -0,33).